# Dactylopusia spinipes
Dactylopusia spinipes är en kräftdjursart som först beskrevs av Brady 1910.  Dactylopusia spinipes ingår i släktet Dactylopusia och familjen Thalestridae. Inga underarter finns listade i Catalogue of Life.